# Liste der Stolpersteine in Südheide
In der Liste der Stolpersteine in Südheide werden die Stolpersteine aufgelistet, die im Rahmen des gleichnamigen Kunst-Projekts von Gunter Demnig bisher in der Gemeinde Südheide im Landkreis Celle verlegt worden sind.

## Hermannsburg
| Adresse                    | Name                 | Inschrift | Verlegedatum  | Bild                                                           | Anmerkung |
| -------------------------- | -------------------- | --- | ------------- | -------------------------------------------------------------- | --------- |
| Lotharstraße 14 (Standort) | Irmgard Ruschenbusch | Hier wohnte Irmgard Ruschenbusch Jg. 1896 eingewiesen Heilanstalt Lüneburg ‘verlegt‘ 1941 Hadamar ermordet 16.6.1941 Aktion T4                     | 3. Nov. 2011  | Stolperstein Hermannsburg Lotharstraße 14 Irmgard Ruschenbusch |           |
| Lutterweg 16 (Standort)    | Agnes Timme          | Hier wohnte Agnes Timme geb. Fiebig Jg. 1912 eingewiesen 27.7.1937 Heilanstalt Lüneburg ‘verlegt’ 16.6.1941 Hadamar ermordet 16.6.1941 ‘Aktion T4’ | 27. Feb. 2017 | Stolperstein Hermannsburg Lutterweg 16 Agnes Timme             |           |

## Unterlüß
| Bild | Inschrift | Adresse          | Anmerkung |
| ---- | --- | ---------------- | --------- |
|      | 1933 bis 1945 aus der Heimat verschleppt und in Unterlüß interniert Männerlager – Frauenlager – Säuglingsheim – Arbeitserziehungslager Lager Tannenberg als Außenlager des KZ Bergen-Belsen Zwangsarbeit in der Rüstung bei Rheinmetall-Borsig und anderen Wirtschaftszweigen zur Arbeit gezwungen – ausgebeutet – entrechtet – unterernährt – misshandelt viele von ihnen verloren ihr Leben | Müdener Straße · |           |

## Erläuterung
Die Ortsangabe Hadamar steht hier für die Tötungsanstalt Hadamar (1941–1945 im Rahmen der NS-Krankenmorde / „Aktion T4“).